# Udriște Năsturel
Udriște Năsturel, también con el primer nombre como Uriil, Uril, Ioriste o Oreste, y el apellido como Năsturelovici. (1596 o 1598-ca. 1658), fue un erudito, poeta y estadista de Valaquia, y cuñado del príncipe Matei Basarab por el casamiento de su hermana Elena Năsturel. Juntos, los tres escenificaron un renacimiento cultural centrado en Bucarest y Târgovişte. Năsturel se había elevado en las filas de la burocracia de Valaquia y había servido al gobierno de Radu Mihnea en Moldavia, manteniéndose como logoteta Matei Basarab. En la oficina, tenía una correspondencia internacional y realizó viajes diplomáticos por Europa Central, mientras supervisaba las imprentas. Era el boyardo titular de Herăşti, conocido en su día como Fiereşti y Fierăşti, donde construyó un palacio como un ejemplo tardío de la arquitectura renacentista, y le valió fama regional.
Năsturel fue principalmente un defensor del ntiguo eslavo eclesiástico, el lenguaje cortesano. Fue uno de sus últimos exponentes en la literatura rumana, y lo enseñó a los estudiantes en la escuela en Târgovişte. Sus formas favoritas de expresión fueron el ensayo y el prefacio de la rima, pero también perfeccionó una respuesta eslava al blasón, que siguió siendo influyente durante dos siglos y fue, según algunos, el primer poema conocido por un rumano. Năsturel, quien hizo mención del origen latino de la gente, también usó el vernáculo rumano, en el cual produjo una traducción de Barlaam y Josafat. En sus obras originales, sus temas y sus oscuridades lingüísticas muestran una racha barroca, mientras que su ideología central se ha relacionado con el humanismo renacentista. Un teólogo ortodoxo y un ktetor dentro de la metrópoli de Valaquia, sin embargo, se sintió atraído por las ideas de la Contrarreforma y publicó propaganda de inspiración católica contra el calvinismo. Năsturel estaba versado tanto en el latín renacentista como en la erudición clásica, sacando una versión eslava de la Imitación de Cristo(título original en latín De Imitatione Christi).
El primogénito de Udrişte, Mateiaş, fue adoptado por la pareja principesca y nombrado como heredero del trono, pero murió en 1652, antes de alcanzar la madurez. Este evento inspiró al logoteta a escribir su último poema, un epitafio convencional. Su hermana murió en 1653, y su cuñado un año después. Năsturel sobrevivió al ascenso de Constantin Şerban, siendo por un tiempo nombrado nuevamente como Spatharios , aunque era primo del líder rebelde Hrizea. Un nuevo príncipe, Mihnea III, identificó a Năsturel como uno de los boyardos en el camino de sus proyectos políticos, y lo incluyó en su purga homicida. Los Spatharios fueron estrangulados en Curtea Veche, y su cuerpo fue profanado en las calles de Bucarest. Le sobrevivió otro hijo, Radu Toma, que ocupó importantes cargos políticos bajo George Ducas. Su línea directa de descendencia se mantuvo hasta la muerte en 1874 de Constantin Năsturel-Herescu.

## Biografía

### Orígenes
A pesar de su pretensión de haberse originado en Dacia romana, el clan Năsturel fue atestiguado por primera vez como perteneciente al clan de los boyardos de Valaquia y Moldavia, a finales del siglo XV. Un documento de época de "Vlad Vodă", hermano de Radu IV de Valaquia, confirma que, hacia 1501, los Năsturels se establecieron durante mucho tiempo como los propietarios de Herăşti —tradicionalmente en el Icondado de Ilfov, ahora en Giurgiu— y otros pueblos valacos. El mismo documento sugiere que Vrăjoghie, el patriarca de la familia, era «de la casa de Mi Alteza», es decir, la Casa de Basarab.  Un autor del siglo XIX, Dimitrie Papazoglu, yambién argumentó que la familia tenía una profunda conexión con el pueblo, y más tarde la capital, de Bucarest, sugiriendo que eran constructores en una antigua iglesia en Dobroteasa mahala. Propuso también que Herăşti tomara su nombre de un patriarca de la familia, el «Conde» Herea Năsturel. El vínculo genealógico con los príncipes gobernantes fue mejorado en cualquier caso cerca de 1600, cuando el padre de Udrişte, el postelnic y logoteta Radu Năsturel, que se casó con Despina, una prima o sobrina de Miguel el Valiente. Según el investigador Constantin Gane, Despina, conocida como Cala en algunas fuentes, puede haber sido la hija del boyardo Radu Calomfirescu.
Udrişte probablemente nació en 1596, aunque otras fuentes también proponen 1598. Se cree que era originario de Herăşti, que una vez describió como «mi pueblo parental». Radu y Despina tuvieron otros dos hijos, Şerban y Cazan, ambos probablemente mayores que Udrişte. Su primer nombre, Udrişte, es un derivado arcaico, ahora oscuro, de «Adrián». Năsturel, como otros eruditos, erróneamente creyó que era de «Uriel» y similar a «Orestes», a veces se autodenominaba como Uri (i) l, Orest o Ioriste. El apellido de su familia se origina en una nasture («botón»); que a veces usaba la variante Năsturelovici, con un sufijo eslavo, como la moda entre los intelectuales boyardos.
Şerban, Cazan y Udrişte también tenían dos hermanas. Una fue la futura Stanca Popescu. La otra, conocida por haber sido la más pequeña, fue Elena Năsturel. Según Gane, ella y Udrişte eran los hijos más instruidos de Radu, a quienes se les enseñó a leer y escribir en el lenguaje Old Church Slavonic y en el griego Koiné, y se les enseñó arte y historia. Su padre también mostró interés en la literatura renacentista; que había confiscado o comprado una copia de Tomás de Kempis Imitación de Cristo, en latín, mientras luchaba contra una guerra en Moldavia. Ayudado por un tutor privado, Udrişte usó ese mismo libro para aprender latín, que podía hablar a la perfección. Además de latín, eslavo y griego, Udrişte hablaba ruso con fluidez. Algunos autores han sugerido que Năsturel también asistió a la escuela en el voivodato de Kiev, pero esto no está avalado por ninguna fuente contemporánea.

### Principios
En 1618, Udrişte se había unido a la burocracia de Valaquia, estando atestiguado, junto con su hermano Şerban, como escriba (diac) en la corte del Príncipe Radu Mihnea. Cuando este último se hizo cargo como príncipe de Moldavia, Năsturel lo siguió, y, en 1625, fue documentado como escriba de la corte en Hârlău. Al regresar a Bucarest, mantuvo esta función bajo reinados sucesivos, incluido el de Alexandru IV Iliaş. En 1629, Leon Tomşa lo promovió a Logoteta de su consejo privado. También ese año, Năsturel publicó el primero de sus muchos prefacios eslavos, para una edición de Nomocanon impresa en Kiev.  Según el historiador George Potra, fue el traductor oficial del príncipe Radu Iliaş cuando, a principios de 1632, visitó Bucarest Paul Strassburg, diplomático del Imperio Sueco.
El año 1625, Năsturel contrajo matrimonio con Maria Corbeanu, de los boyardos Corbi.  También era cuñado de otro logoteta, Radu Staico Popescu. A los 35 años, su otra herma na, Elena, se convirtió en la princesa consorte de Valaquia. Cuando era adolescente (probablemente en 1613), se había casado con Aga Matei, más tarde llamado Matei Basarab, que controlaba un ejército de mercenarios Seimeni en Bucarest. A fines de 1632, a la edad de 53 años, Matei derrotó a Radu Iliaş y se hizo cargo del trono. Elena desempeñó un papel directo en la administración de Valaquia poco después de esto, es decir, durante el intervalo en que Matei negoció su confirmación por parte del poder soberano de Valaquia, el Imperio Otomano. El padre de Udrişte, Radu, tuvo el cargo como tesorero del país (Vistier) durante el mismo hiatus.

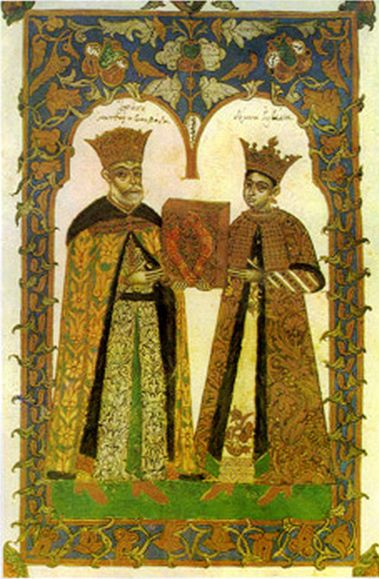
Matei Basarab y Elena Năsturel en un manuscrito de época.

Después de que Matei aseguró su trono en 1633, Elena recurrió a los esfuerzos culturales, uno de los principales patrocinadores y promotores de la literatura rumana temprana. Udrişte, un logoteta de la corte en 1632, participó directamente en su experimento. Por ejemplo, se le atribuye haber ayudado a la pareja principesca a instalar tres imprentas en Câmpulung, Dealu Monastery y Băile Govora.Como logoteta, dirigió la Cancillería, que emitió unos 1.300 documentos durante su mandato, todos ellos sobrevivieron. Su correspondencia atestigua vínculos con intelectuales de diversas religiones: los ortodoxos Gavrilo Rajić, Macarios Zaim, Pedro Mogila y Meletios Sirigos; y el católico Rafael Levaković, con quien discutió el Credo de Nicea. También tuvo duelos oratorios con Constantin Cantacuzino, con los obispos Varlaam Moţoc y Ştefan I, así como con su hermana, la princesa.
En 1635, Năsturel publicó una oda eslava a la familia Basarab, incluida en el libro de oraciones estandarizado, o Molitvenic. Estas letras perduran como el primer ejemplo de Valaquia del género llamado la poesía de blasón (la stemă). Esto se convirtió en un registro incidental para los heraldos que estudiaban el escudo de armas de Valaquia, describiendo al pájaro como un cuervo más que como un águila dorada estándar. El detalle también puede indicar su familiaridad con las leyendas sobre Radu Negru como el fundador de Valaquia. Según George Călinescu, el blasón tiene las primeras rimas conocidas en la literatura rumana, aunque se sabe que la en la parte valaca Nicolás Olahus, escribió poesía latina antes de 1510. Los primeros poemas laicos en rumano aparecieron unos 40 años después de la obra de Năsturel, y fueron compuestos por un sajón, Valentin Franck von Franckenstein.

### Período de trabajo principal
Un «editor por excelencia de los prefacios de los libros», pero uno que «nunca firmó sus obras», Năsturel es identificado como el autor de un prólogo al código legal estándar de Matei Basarab, Pravila de la Govora, escrito por el monje Mihail Moxa. Aquí, explica el esfuerzo por recopilar y traducir literatura relevante, lamentando la «escasez de dichos libros». Los eruditos también lo consideran el autor del prefacio de otro código legal, el 1652 Îndreptarea Legii. El último texto abunda en referencias a legisladores clásicos, desde Licurgo de Esparta e Hipócrates hasta Justiniano I y León VI el Sabio. Con su actividad en el campo, apuntó especialmente a contrarrestar la influencia del calvinismo, publicando en 1642, y nuevamente en 1644, un folleto de propaganda llamado The Learning Gospel. Varlaam Moţoc informa que recopiló propaganda calvinista para documentar la propagación de su «veneno, que mata al alma».
Aunque era ortodoxo, eruditos como Virgil Cândea vinculan a Năsturel principalmente con la Contrarreforma y un subconjunto religioso del humanismo renacentista.  Cândea argumentó en contra de otros autores que describieron a Năsturel como un humanista real, señalando que él era un mero precursor de la aparición tardía de un humanismo de Valaquia más tarde de ese siglo. Esta crítica también fue adoptada por el historiador literario Eugen Negrici, quien argumenta que el logoteta era un humanista en el sentido de que tenía una vida intelectual, que, aunque «extremadamente rara en esa época», nunca implicó una erudición compleja. Según lo calificó Negrici, Năsturel nunca fue una «figura paradigmática del humanismo europeo». El historiador cultural Răzvan Theodorescu también habla de Năsturel como uno de los boyardos de inclinaciones católicas en la corte de Matei Basarab, colocándolo en relación con Paisios Ligarides, que quería tender un puente sobre el Gran Cisma de Oriente. Como argumentó Theodorescu, el interés de Năsturel en Thomas à Kempis lo vinculó involuntariamente con la ideología del barroco católico, que también se basó en la Imitación.

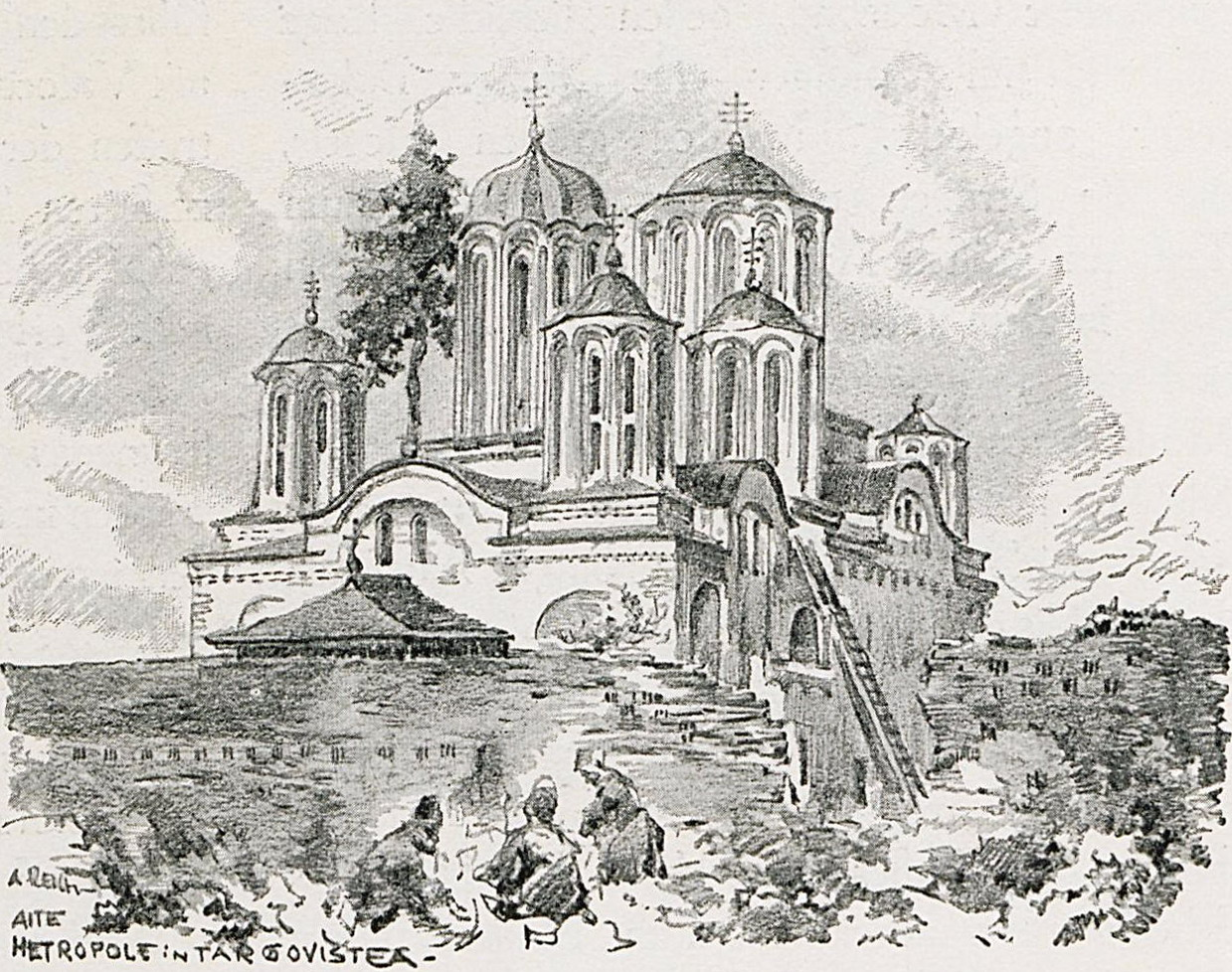
Dibujo de 1916 del Monasterio de Dealu, lugar donde tuvo lugar la primera edición eslava conocida de la obra Imitación de Cristo, realizada por Udrişte Năsturel.

Según el historiador Petre P. Panaitescu, Năsturel debe ser considerado como ilustrativo para la última «etapa próspera» de la escritura eslava en Valaquia, o lo que Theodorescu describe como la «consolidación del eslavonismo cultural». Con el tiempo, se especializó en la autoría de los prefacios rimales en eslavo, que perduran como «hitos clásicos de ese momento cultural». El primero de ellos fue publicado en 1643, en Câmpulung, para un anuario de sermones. Fue una contribución a la leyenda genealógica de Matei, insistiendo en su parentesco con Neagoe Basarab y describiéndolo como un «buen reinado» de «gran caridad». Siguió con una versión de la Imitación de Cristo, impresa en 1647 y que también contiene un prefacio lírico. Según Gane argumenta que la princesa Elena coescribió parte del texto, que se basa en la recensión rusa de la Iglesia eslava. La edición final, lanzada en el Monasterio de Dealu, estaba decorada con el escudo de Năsturels.
El último prefacio se destaca por sus meditaciones sobre el origen de la lengua vernácula rumana, con Năsturel que lo reconoce como un «pariente del latín». Sin embargo, como señala Negrici, su propia retención de eslavo demostró que era «hostil al idioma rumano». El historiador y crítico de cultura Nicolae Iorga también argumentó que, dado un contexto en el que muy pocos podían leer eslavo, traducir la Imitación de Cristo a ese lenguaje era «inútil», un ejercicio de «erudición pretenciosa». Toda la poesía eslava de Năsturel, incluidos «epigramas con nombres griegos» o los que le dedicó a Elena, tienen oscuridades léxicas y juegos de palabras complejos, lo que lleva a varios especialistas a la conclusión de que fue una manifestación local de la literatura barroca. El etnólogo Costion Nicolescu lo describe como «retórico, pomposo y artificial», «dirigiéndose a una élite de intelectuales y la Cancillería». Según Theodorescu, Năsturel era un «hombre de amplia cultura», pero no leyó a todos los autores que citó. Su verso es «pedante», su uso del eslavo «ya es anacrónico»; la función principal es «dirigir» y alimentar una «cultura cortesana», que está a la par con otras manifestaciones europeas. Iorga sostiene que, en general, Năsturel carecía de habilidad literaria y originalidad.
Además de su escritura eslava, el logoteta también usó el rumano en el trabajo de traducción, conocido por incluir una aclamada versión de la novela Barlaam y Josafat. Sin embargo, sobrevive únicamente a través de reimpresiones desde la década de 1670 y posteriores. La académica Maria Stanciu Istrate, que estudió estas versiones, argumenta que sugieren una adaptación de la retórica latina al desarrollo del lenguaje literario, tomando muchas libertades de las restricciones de las copias rusas-eslavas que estaba usando. El resultado, ella encuentra, fue «artificial y manierista», sin una representación viable en el lenguaje hablado, pero sin embargo un texto histórico. El crítico Marius Chivu encuentra que la traducción es tanto suelta como «perfecta», reescrita con «sorprendente claridad» a pesar del peso de su tema.

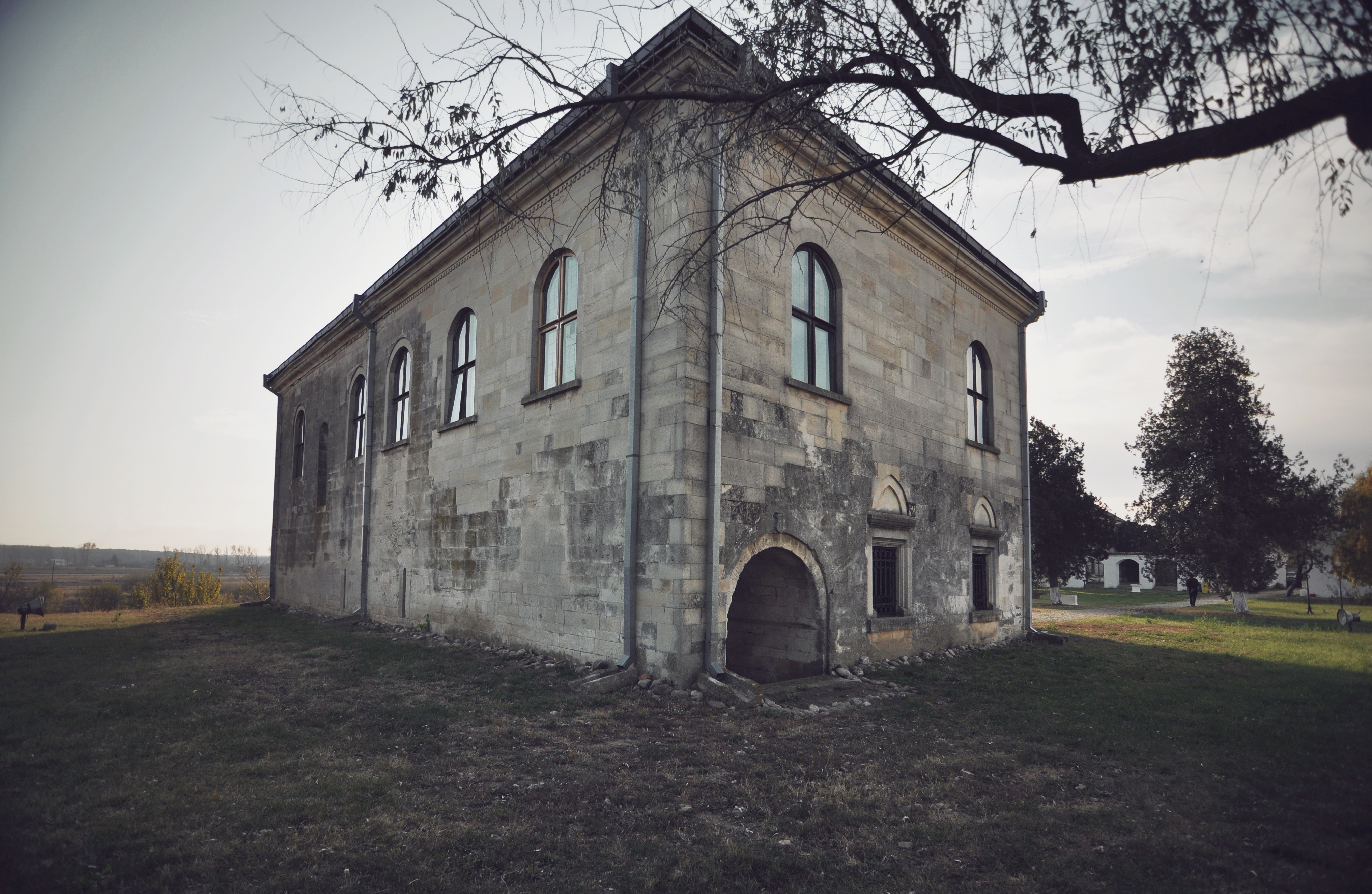
Mansión de Năsturel en Herăşti, fotografía de 2011.

Panaitescu considera que Năsturel es potencialmente responsable del esfuerzo por recopilar textos historiográficos fragmentarios y ordenarlos en un todo ideológicamente coherente. Este esfuerzo, argumenta Panaitescu, finalmente produjo parte de la compilación conocida como Letopiseţul Cantacuzinesc. El poema de blasón de Năsturel también fue editado en el rumano en 1643, luego vuelto a editar en 1644. Puede haber escrito varios otros poemas en lengua vernácula, pero parecen estar perdidos. Una teoría académica propone que el logoteta también contribuyó con la primera versión rumana del manual político de Neagoe Basarab, o Enseñanzas, y una hagiografía de Niphon Kausokalybites. El filólogo Sextil Puşcariu le atribuye una segunda traducción hagiográfica, que cuenta la historia de la Gran Mártir Catalina.

### Influencia máxima
Su padre y su hermano Şerban probablemente ya no estarían vivos en el momento de su ascendencia; Cazan, que todavía estaba activo, nunca se unió al Consejo Boyardo, y solo tenía el rango de Bucarest ispravnic. El primer hijo de Maria y Năsturel, Mateiaş, nació en 1635; unas dos semanas más tarde, María murió, dejando que el niño fuera adoptado por sus padrinos, el Príncipe Matei y la Princesa Elena. El niño fue preparado por la pareja como presunto heredero de Valaquia. Udrişte más tarde se volvió a casar, en Despa, con quien tuvo otro hijo, Radu Toma, y una hija, Măricuţa. Él educó a su segundo hijo en su casa, y ordenó que fuera instruido en latín por un erudito Teodor de Kiev. Radu Toma también fue un escriba temprano para su manuscrito de Barlaam y Josafat.
Durante la mayor parte de su carrera, Năsturel probablemente residió en la antigua capital, Târgovişte, realizando misiones diplomáticas a la Mancomunidad polaco-lituana y la Monarquía de los Habsburgo (1638), luego más regularmente en el Principado de Transilvania (1648/9, 1652, 1655 ), en Târgovişte organizó su propio liceo, la Schola Graeca et Latina, con personal de Kiev expatriados; en paralelo, el mismo Năsturel enseñó en la Escuela Eslava, que existía en la misma ciudad. Este esfuerzo educativo combinó su enfoque en defender el origen latino de los rumanos, pero también su compromiso con la ortodoxia.
Por 1645, el logoteta se había construido en Herăşti una residencia palaciega de tres pisos. Según Gane, el proceso ya estaba completo durante Radu Năsturel, pero otras fuentes sugieren que la construcción fue realizada por Udrişte y Cazan. Según Theodorescu, muestra a Udrişte como un innovador en el campo de la arquitectura, yendo más allá de las pautas estilísticas aprobadas por Matei Basarab, y contrastando los gustos conservadores de los boyardos de Moldavia. Lo califica como el «monumento más interesante de su época», una muestra tardía de la arquitectura renacentista con elementos orientales. Tenía una «biblioteca bastante grande», que según los informes contenía las obras de Platón y Aristóteles, así como Aristófanes, Homero, Diógenes Laercio, Epicuro , Estrabón , Suetonio y Luciano de Samósata.
El edificio de Herăşti impresionó a un viajero extranjero, Paul de Alepo, quien afirmó que no existía otra casa igual en los principados del Danubio, y en ninguna parte de Europa excepto en el Reino de Francia. Paul también estaba perplejo de que el monumento se construyera tan cerca del río Danubio, en un lugar expuesto en la llanura de Valaquia, lo que podría permitir que fuera saqueado por los invasores otomanos. Sin embargo, se sabe que Năsturel mantuvo una segunda casa de este tipo, en Transilvania, junto a sus residencias menores en Târgovişte y Bucarest. Él y Elena cofinanciaron la iglesia en Herăşti, con Udrişte siendo el ktitor de la iglesia Târgului en Târgovişte. El antiguo edificio fue diseñado en parte por Mamant Barbulov, posiblemente un búlgaro naturalizado, que puede haber agregado el ladrillo oriental al palacio cercano. Năsturel también aparece en la lista de ktitor de Sfânta Vineri Herasca en Bucarest, que se encontraba cerca de su casa. De hecho, él y Elena lo apoyaron económicamente en lugar de construirlo.

### Caída y asesinato

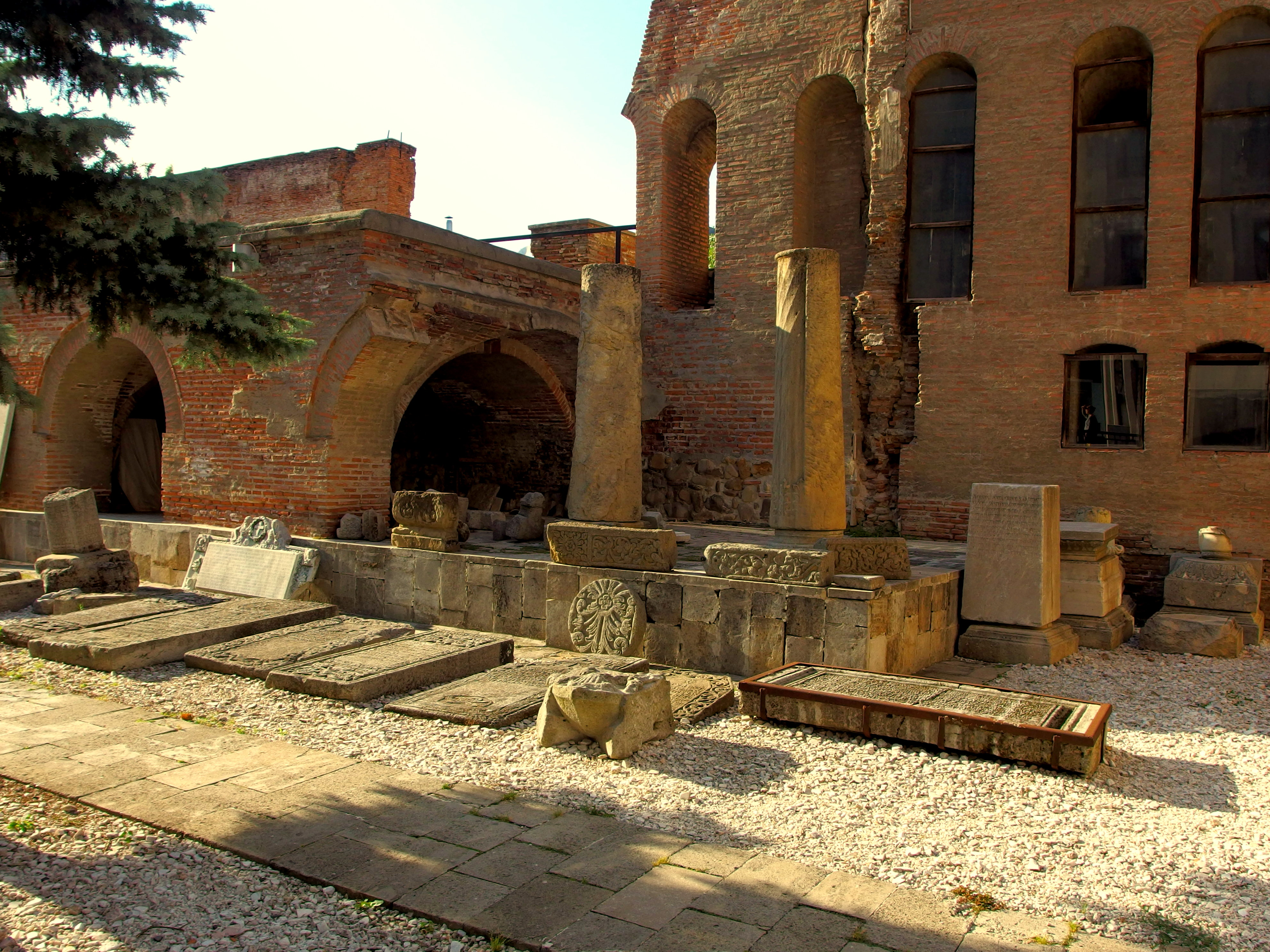
Los restos de Curtea Veche, lugar de la matanza de Năsturel

Su último trabajo publicado conocido fue otro prefacio para una antología de sermones, que se editó en 1649. Está dirigido a los monjes del Monte Athos, y contiene las ideas de Nasturel «sobre la generosidad». El texto es calificado por Nicolescu como un «pequeño tratado», mientras que Negrici argumenta que no es en absoluto digno de ese título, siendo «de hecho unas pocas páginas».
Năsturel perdió a su primogénito en 1652. Mateiaş murió en la casa principesca, después de haber liberado a los campesinos y esclavos que vivían en todas sus propiedades personales. Una carta del Príncipe Matei registra la «gran angustia» de la pareja principesca. Sin embargo, cuando comenzaron a buscar un nuevo heredero, se omitió a Radu Toma y se centró en Mihai, hijo huérfano del antiguo príncipe Nicolae Pătraşcu, luego en Istratie Leurdeanu, y finalmente en Diicul Buicescul. Este período coincidió con crecientes problemas políticos, introducidos después de una guerra con Moldavia: victorioso pero herido, el príncipe Matei Basarab se enfrentó a Seimen rebelión avivada por el pretendiente Constantin Şerban. La princesa Elena murió en agosto de 1653, poco después de haber ayudado a evitar una crisis más grave. Ella dejó su patrimonio personal a Radu Toma, su ahijado sobreviviente.
Năsturel escribió el epitafio rítmico de Mateiaş. Su último trabajo en rumano, es visto por Theodorescu como «convencional y muy soso», en gran medida una adaptación de las dedicaciones barrocas. También según Theodorescu, Năsturel trajo al país al escultor Elias Nicolai, quien talló el sarcófago que alberga los restos de su hijo Mateiaş y el epitafio. El logoteta llevó una existencia más oscura durante la etapa final del reinado de Matei Basarab y más allá. El príncipe murió a principios de 1654, lo que permitió a Constantin Şerban tomar el trono. Siguieron nuevos levantamientos contra el usurpador percibido. Entre sus oponentes estaba el primo de Năsturel, Hrizea de Bogdănei, que se proclamó a sí mismo el «príncipe» y, después de una serie de batallas, fue capturado y ejecutado en septiembre de 1657.
Fechas propuestas para la propia muerte de Năsturel de 1657 a 1659. En sus últimos años, había sido reemplazado como logoteta y era un spatharios de las fuerzas militares de Valaquia. Varias crónicas señalan que Năsturel fue asesinado con el advenimiento de Mihnea III (1658-1659), después de haberlo servido originariamente. Según una descripción del siglo XVIII de Constantin Filipescu, Mihnea planeó un levantamiento anti otomano, y para este propósito organizó una purga «impía» de los ingobernables boyardos. Udrişte y varios de sus compañeros del Consejo fueron secuestrados en Curtea Veche, estrangulados, y arrojados por la ventana a la calle; sus cuerpos fueron pisoteados por la infantería principesca. Constantin Rezachevici, quien argumenta, en contra de otros historiadores, que el evento tuvo lugar en julio de 1659, señala que las víctimas de esta masacre también incluyeron a Buicescul.

## Legado

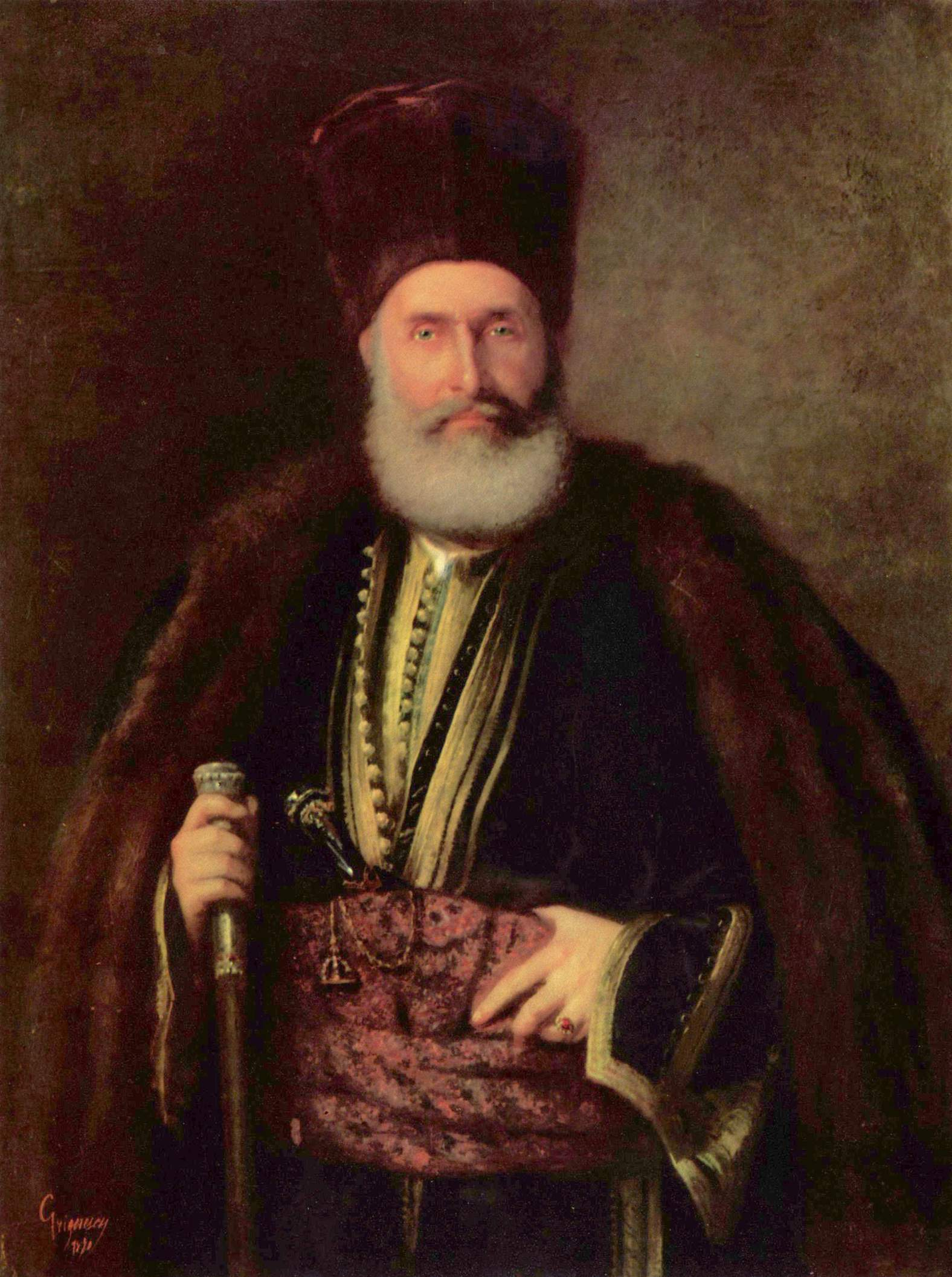
Constantin Năsturel-Herescu, el último heredero directo de Udrişte. Retrato de 1870 por Nicolae Grigorescu.

Las generaciones posteriores tuvieron a Năsturel en gran estima. Según Papazoglu, la calle y el área alrededor de su casa de Bucarest, cerca de la actual Calea Victoriei, se hizo conocida como Udricani, en su memoria. La misión cultural de la familia fue llevada a cabo por Radu Toma, quien, en 1669, fundó la primera escuela de Valaquia para ofrecer cursos en rumano y eslavo, y ofreció clases a niños desfavorecidos. También siguió una carrera en política, obteniendo el título de Ban en dos ocasiones distintas: 1674/5-1677, bajo George Ducas, y 1679/80-1687/88, bajo Constantino Brancovan. Fue nombrado como un protector de la Comunidad de la iglesia católica rumana, contribuyendo al restablecimiento de la iglesia Bucarest Bărăţia. Su hija Marica se casó con el logoteta Constantin III Cantacuzino, y luego con el príncipe Brâncoveanu, Grigoraşcu Băleanu.  A través de su hermana y la familia Popescu, Udrişte fue un antepasado de Radu Popescu, quien se puso del lado de la familia Băleanu en su conflicto con Brâncoveanu, y se le acredita como autor de la Crónica de Băleanu.
Theodorescu argumenta que la contribución de Năsturel como comisionado de palacio fue duradera, siendo un precursor directo de experimentos en el estilo arquitectónico Brâncovenesc del siglo XVIII. Su adaptación literaria, el blasón, siguió siendo un estándar y unas formes fixes en la poesía rumana en el siglo XIX, incluso después de que se había abandonado el eslavo. Como señaló Negrici, este patrón era excesivamente conservador, caracterizado por «estereotipos y repetición». La familia Năsturel, que siguió asociada a Udricani y Dobroteasa hasta la década de 1840, también usó el escudo de Udrişte, aunque fue tolerado, en lugar de validado, por la sucesión de los príncipes de Valaquia. En 1831, transfirió Herăşti a Miloš Obrenović, cuya familia principesca serbia más tarde vendió el dominio a un político rumano, Anastase Stolojan. Los Năsturels desarrollaron otra propiedad, Năsturelu en el condado de Teleorman, que albergaba una granja modelo y tierras que proporcionaban el mantenimiento de Sfânta Vineri Herasca.
Los descendientes de Udrişte en los  incluyeron al general Constantin Năsturel-Herescu (1796-1874), conocido por su patrocinio de un premio de la Academia Rumana, que incluyó una donación de tierras en Năsturelu. Según Gane y Potra, él fue el último de su familia. De hecho, esta extinción se refiere a la rama masculina de la familia. En el Reino de Rumanía, otras figuras siguieron reclamando descendencia del erudito, incluyendo a otro general, Petre Vasiliu-Năsturel, quien volvió a editar Barlaam y Josaphat de Udrişte en la colección Ioan Bianu de principios de la literatura rumana (1904). Vasiliu-Năsturel publicó trabajos que investigaban la genealogía y la heráldica de la familia, lo que también había interesado a Bogdan Petriceicu Hasdeu un pionero en el campo, en la década de 1860. También activo en ese período, se solía suponer que N. I. Herescu era un pariente de los Năsturels, pero de hecho no tenía una conexión genealógica conocida con ellos.
Durante la década de 1940, un régimen comunista en Rumania confiscó, y luego colectivizó, la tierra de la familia en Năsturelu, así como la trama de la Academia. El palacio de Herăşti, devastado por un incendio en 1931, también fue confiscado a los Stolojans. Finalmente restaurado a su estado original en la década de 1960, fue posteriormente asignado al Museo Satului. Paralelamente, el trabajo de Udrişte Năsturel estaba siendo revisado por una nueva generación de académicos, entre ellos Dan Horia Mazilu, con su primera monografía, publicada en 1974. De los puntos de referencia asociados con Udrişte Năsturel, Sfânta Vineri Herasca no sobrevivió al período comunista: muy dañado en el terremoto de marzo de 1977, fue restaurado, pero luego demolido rápidamente como parte de la campaña de Ceauşima.
Después de la revolución rumana de 1989, hubo un resurgimiento del interés en el trabajo de Udrişte Năsturel. Una edición del año 2000 de su Barlaam y Josaphat, supervisada por Cândea, contribuyó a esta tendencia. Según Chivu, se revisó un período, cuando el libro había caído en la oscuridad, luego del descubrimiento de sus «sorprendentes similitudes» con la hagiografía del Buda Gautama. Herăşti se convirtió en propiedad del Museo Campesino Rumano en 1990, pero en 2013 fue devuelto a la familia Stolojan. Los descendientes posteriores del logoteta incluyen Petre Ş. Năsturel (1923-2012), también heraldo e historiador del arte que vivió en el exilio tras la toma del poder por parte de los comunistas. Su «última intervención pública», en junio de 2009, estuvo dedicada a Udrişte y su ecumenismo.